# Santa Cruz, Luvianos
Santa Cruz är en ort i kommunen Luvianos i delstaten Mexiko i Mexiko. Samhället hade 342 invånare vid folkräkningen år 2020.